# Brachypodium pringlei
Brachypodium pringlei là một loài thực vật có hoa trong họ Hòa thảo. Loài này được Scribn. ex Beal mô tả khoa học đầu tiên năm 1887.